# Glenea joliveti
Glenea joliveti là một loài bọ cánh cứng trong họ Cerambycidae.